# Pseudoniphargus affinis
Pseudoniphargus affinis is een vlokreeftensoort uit de familie van de Allocrangonyctidae. De wetenschappelijke naam van de soort is voor het eerst geldig gepubliceerd in 1987 door Notenboom.